# Sebo (culinária)

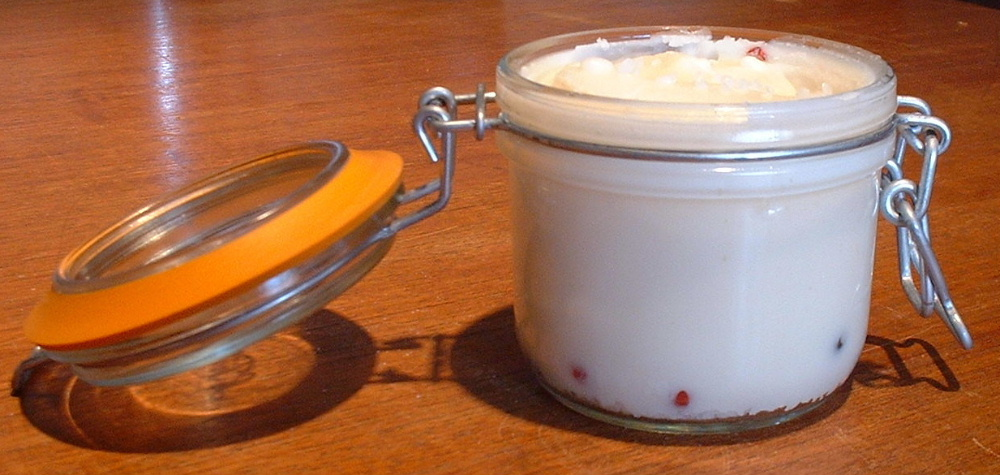
Sebo feito renderizando sebo de bezerro.

O sebo (do lat. sebum) é um tecido animal gordo proveniente das vísceras de animais ruminantes, fonte de gordura saturada.
O sebo  comum é uma mistura de triglicerides  de ácidos graxos, com cadeias carbônicas C14 a C22  proveniente da sua extração dos tecidos gordurosos dos corpos de animais( mais comuns são  suinos e bovinos) que pode apresentar variação  na sua composição graxa de acordo com a região onde o animal cresce e com que ele é alimentado, depende do tipo da raça do plantel e suas condições de  saúde , da forma como é coletado, transportado e armazenado e  da idoneidade do fornecedor.
A forma de se controlar a qualidade de um sebo é analisar quimicamente o produto para verificar sua constituição graxa por cromatografia gasosa( fornece a cadeia graxa, veja abaixo), analisar quimicamente o Índice de Acidez(IA, normalmente entre 1 e 7 mgKOH/g, quanto menor melhor a qualidade), o Ìndice de Iodo ( entre 35 e 55%, informa quanto ao numero de insaturações ou duplas ligações- quanto mais elevado maior a possibilidade de oxidação ou rancificação) e o ìndice de Saponificação (IS, em mg/KOH/g) normalmente entre 180 e 190 mgKOH/g( quanto maior melhor a qualidade).
| Distribuição Graxa de Sebo Bovino |                               |                       |          |               |
|                                   |                               |                       |          |               |
| Cromatografia de Cadeia Graxa     | Cromatografia de Cadeia Graxa | Gorduras Saturadas    | Max -Min | dados tipicos |
| Cromatografia de Cadeia Graxa     | Cromatografia de Cadeia Graxa |                       | Max -Min | dados tipicos |
| Cromatografia de Cadeia Graxa     | Cromatografia de Cadeia Graxa | Acido Miristico (C14) | Max      | 3%            |
| Cromatografia de Cadeia Graxa     | Cromatografia de Cadeia Graxa | Acido Palmitico (C16) | Max      | 26%           |
| Cromatografia de Cadeia Graxa     | Cromatografia de Cadeia Graxa | Acido Stearico (C18)  | Max      | 14%           |
| Cromatografia de Cadeia Graxa     | Cromatografia de Cadeia Graxa | Acido Behenico (C22)  | N/A      | 0%            |
| Cromatografia de Cadeia Graxa     | Cromatografia de Cadeia Graxa |                       | Subtotal | 43%           |
| Cromatografia de Cadeia Graxa     | Cromatografia de Cadeia Graxa |                       |          |               |
| Cromatografia de Cadeia Graxa     | Cromatografia de Cadeia Graxa | Gorduras Insaturadas  |          |               |
| Cromatografia de Cadeia Graxa     | Cromatografia de Cadeia Graxa | composição tipica     |          |               |
| Cromatografia de Cadeia Graxa     | Cromatografia de Cadeia Graxa | Miristoleico (14:1)   | ?        | 0%            |
| Cromatografia de Cadeia Graxa     | Cromatografia de Cadeia Graxa | Palmitoleico (16:1)   | Max      | 3%            |
| Cromatografia de Cadeia Graxa     | Cromatografia de Cadeia Graxa | Oleico (18:1)         | Max      | 47%           |
| Cromatografia de Cadeia Graxa     | Cromatografia de Cadeia Graxa | Linoleico (18:2)      | ?        | 3%            |
| Cromatografia de Cadeia Graxa     | Cromatografia de Cadeia Graxa | Linolenico (18:3)     | Max      | 1%            |
| Cromatografia de Cadeia Graxa     | Cromatografia de Cadeia Graxa | Outros                | ?        | 3%            |